# Eckartsberga Weinkeller Marienthal, Dorfstr. 11
Eckartsberga Weinkeller Marienthal, Dorfstr. 11 este o arie protejată (arie specială de conservare — SAC, sit de importanță comunitară — SCI) din Germania întinsă pe o suprafață de 0,01 ha, integral pe uscat.

## Localizare
Centrul sitului Eckartsberga Weinkeller Marienthal, Dorfstr. 11 este situat la coordonatele 51°08′32″N 11°31′33″E / 51.1422°N 11.5258°E.

## Înființare
Situl Eckartsberga Weinkeller Marienthal, Dorfstr. 11 a fost declarat sit de importanță comunitară în martie 2004 pentru a proteja 2 specii de animale. Situl a fost protejat și ca arie specială de conservare în noiembrie 2002.

## Biodiversitate
Situată în ecoregiunea continentală, aria protejată nu include niciun habitat protejat.
La baza desemnării sitului se află mai multe specii protejate de  mamifere (2): liliac comun (Myotis myotis), liliacul mic cu potcoavă (Rhinolophus hipposideros)